# یواس‌اس کینگ‌فیشر (۱۸۶۱)
یواس‌اس کینگ‌فیشر (۱۸۶۱) (به انگلیسی: USS Kingfisher (1861)) یک کشتی آمریکایی به طول ۱۲۱ فوت ۴ اینچ (۳۶٫۹۸ متر) بود. این کشتی در سال ۱۸۶۱ ساخته شد.